# Teroristický útok ve Vídni 2020
K teroristickému útoku ve Vídni v roce 2020 došlo v pondělí 2. listopadu 2020 kolem 20:00 SEČ v Seitenstettengasse v centru Vídně, kde se také nachází hlavní vídeňská synagoga a řada kaváren. Čtyři lidé byli zabiti a mnoho dalších bylo zraněno, někteří vážně. Pachatel činu byl na místě zastřelen policií.

## Událost
Střelba se odehrála kolem 20:00 středoevropského času na několika místech v centru města mezi Hofburgem a Dunajským kanálem. Jedno z míst bylo poblíž hlavní městské synagogy v ulici Seitenstettengasse, která však v tom čase byla uzavřená. Obětí se stali dva muži a dvě ženy. Jeden muž zemřel na místě, neboť vrah se k němu ještě vrátil a střílel do něj z pistole. Druhý muž a mladá servírka podlehli zraněním během noci; ráno zemřela v důsledku zranění ještě 44letá žena. Do nemocnic bylo převezeno podle prvních zpráv 17 lidí, včetně policistů, se střelnými a řeznými poraněními. Později byl počet raněných upřesněn na 23. Svědkům se podařilo natočit mladého vousatého muže s dlouhou automatickou zbraní podobnou útočné pušce AK-47. Po krátké přestřelce na náměstí Schwedenplatz zneškodnili střelce příslušníci zásahové jednotky WEGA poblíž kostela sv. Ruprechta ve 20:09, tedy asi 9 minut po oznámení střelby na tísňovou linku.
Podle sdělení ministerstva vnitra byl zastřelený útočník vyzbrojen poloautomatickou puškou Zastava M70 (jugoslávská varianta AKM) a ještě navíc vybaven pistolí, mačetou a atrapou pásu s výbušninami.

### Oběti
Oběťmi útoku se stali dva muži a dvě ženy. Mluvčí vídeňské policie řekl, že útočník zabil devětatřicetiletého majitele čínské restaurace (Číňan s rakouským občanstvím), 44letou Rakušanku (manažerku firmy sídlící na Schwedenplatz), 24letou německou servírku (studentku umění) a 21letého Makedonce. Střelná zranění utrpělo více než 20 osob; zranění jsou většinou Rakušané, jsou mezi nimi ale i občané Německa, Slovenska, Lucemburska, Afghánistánu a Bosny a Hercegoviny. Jedním z vážně zraněných byl zasahující policista.

### Pachatel
Podle rakouských médií byl pachatelem útoku, kterého policie zastřelila, dvacetiletý Fejzulai Kujtim, potomek albánských přistěhovalců ze Severní Makedonie narozený v Mödlingu u Vídně. Pachatelův bývalý obhájce o něm po útoku uvedl, že kdyby nechodil do mešity, ale na box, stal by se z něj boxer. V dubnu 2019 byl vídeňským soudem odsouzen k trestu 22 měsíců vězení za teroristické spolčení (§ 278b StGB), protože se ve skupině jiných mladých muslimů v roce 2018 pokoušel vycestovat do Sýrie, kde se chtěl připojit k organizaci Islámský stát. Byl však zadržen v Turecku a vydán do Rakouska. Jako důvod sympatií k IS uvedl, že od Islámského státu očekával lepší život, vlastní byt a samostatný příjem. S verbíři do jednotek IS se prý setkal ve vídeňské mešitě v roce 2016. Po odsouzení bylo zahájeno řízení o oduznání rakouského občanství, vyšlo však do ztracena (Kujtim měl dvojí občanství: Rakouska a Severní Makedonie). V prosinci 2019 byl z vězení jakožto mladistvý podmínečně propuštěn a pod dohledem probačního úředníka docházel do sdružení DERAD, specializovaného na deradikalizaci radikálních islámských zločinců. Pod dohledem se choval dobře a na sezení čtyři dny před střelbou ve Vídni dokonce prý odsoudil islamistické útoky ve Francii z října 2020. Generální ředitel pro veřejnou bezpečnost Franz Ruf však uvedl, že na sociálních sítích bylo mnoho důkazů o Kujtimově radikalizaci.
Vzhledem k počtu míst, ze kterých byla hlášena střelba, se policie původně domnívala, že alespoň jeden další pachatel z místa útoku uprchl. V úterý 3. listopadu odpoledne ministr vnitra Karl Nehammer oznámil, že střelec byl téměř určitě sám.
K útoku ve Vídni se na své propagandistické platformě Nashir News přihlásila teroristická organizace Islámský stát. Podle informací, které přinesl rakouský bulvární deník Kronen Zeitung, stojí za útokem ve Vídni islámská teroristická buňka se sídlem v německém Severním Porýní-Vestfálsku, která pro Islámský stát shromažďuje peníze a verbuje mladé radikály. Kromě Fejzulaie Kujtima například také Rachmata Akilova, který v roce 2017 spáchal teroristický útok ve Stockholmu.

#### Odmítnutý pohřeb
Koncem listopadu 2020 rakouská média přinesla zprávu, že jediné dva muslimské hřbitovy v Rakousku odmítly pohřbít tělo teroristy s odůvodněním, že jeho čin poškodil všechny muslimy. Protože oba hřbitovy jsou v soukromém vlastnictví a není právní cesta, jak jejich rozhodnutí změnit, musela se rodina teroristy obrátit na správu veřejných hřbitovů ve Vídni, kde se pohřeb uskutečnil v utajení.

#### Indicie o chystaném teroru
Slovenské ministerstvo vnitra 4. listopadu uvedlo, že slovenské bezpečnostní složky rakouskou stranu informovaly už 27. července 2020 o tom, že podezřelé osoby, „dva Rakušané arabského, tureckého nebo čečenského původu“ v autě s vídeňskou SPZ, se pokoušely 21. července zakoupit v Bratislavě munici do automatické zbraně. Majitel obchodu se zbraněmi poskytl policii také záběry z bezpečnostní kamery. Rakouská strana měla potvrdit přijetí informace, ale teprve 24. srpna požádala slovenskou policii, aby s obchodníkem provedla identifikaci podezřelých podle zaslaných fotografií. Slovenská policie teprve 16. října potvrdila, že na fotografiích byl obchodníkem identifikován Fejzulai Kujtim. 
Ministr vnitra Karl Nehammer po teroristickém útoku ve Vídni dále oznámil, že rakouský Úřad pro ochranu ústavy (BVT) již 16. července 2020, pět dní před pokusem o nákup zbraní v Bratislavě, tajně sledoval schůzku Kujtima se dvěma islamisty ze Švýcarska a dvěma z Německa. Sledování podezřelých osob, které navštívily mešitu a Kujtimův byt, se uskutečnilo na žádost německé policie a BVT po odletu islamistů z Vídně žádná opatření neučinil.

## Reakce a opatření

### Policejní pátrání
Do zásahu proti teroristickému útoku bylo zapojeno kolem 150 policistů, někteří z nich v civilu, avšak ozbrojení, takže je lidé mylně považovali za teroristy a na tísňovou linku volali oznámení o pohybu teroristů ještě dlouho poté, co byl útočník zneškodněn. Teprve ve 20:47 přišel rozkaz, že všichni neuniformovaní policisté si musí obléci žluté reflexní vesty, aby nedocházelo k záměně. Tísňová linka v pondělí večer mezi 20. a 21. hodinou obdržela celkem 539 oznámení (běžný průměr je kolem stovky).
Již ve 20:30 se na policii přihlásil první svědek, kterému se podařilo pachatele natočit. Vídeňská policie vzápětí zřídila internetové úložiště, kam mohli lidé nahrávat videa a fotografie z místa činu. Od pondělního večera do neděle, kdy bylo úložiště uzavřeno, tam lidé nahráli celkem 24 tisíc videí a fotografií. Společně se záznamy bezpečnostních kamer se jednalo o zhruba 48 hodin videozáznamů, které policie následně vyhodnocovala, aby zmapovala pohyb teroristy. V průběhu vyšetřování se policie přiklonila k názoru, že útočník byl pouze jeden.
Ještě v noci na 3. listopadu a následně během dne provedla rakouská policie 18 domovních prohlídek a zadržela 14 lidí ve věku 18 až 28 let. Všechny tyto osoby pocházely z prostředí imigrantů, z okruhu přátel a příbuzných střelce. Akce se zúčastnilo přibližně tisíc rakouských policistů. Zadrženi byli ve Vídni, a také ve městech St. Pölten a Linz. Dva mladé muže zatkla v souvislosti s vídeňským útokem také švýcarská policie. Domovní prohlídky u podezřelých osob provedla rovněž německá policie, avšak bezprostředně nikoho nezatkla.
Další dva muže (údajně afghánského původu) zatkla v souvislosti útokem ve Vídni rakouská policie v prosinci 2020 na základě stop DNA, které byly zajištěny na zbrani útočníka.
Policie ČR v souvislosti s útokem téhož dne přijala preventivní opatření na hraničních přechodech s Rakouskem. Policisté prováděli namátkové kontroly vozidel a cestujících. Policie rovněž zvýšila dohled nad nejvýznamnějšími židovskými objekty v Česku. Přijatá opatření byla následujícího dne 3. listopadu zrušena.

### Uzavření škol a uctění obětí
V době pátrání po domnělém dalším pachateli byly 3. listopadu uzavřeny všechny vídeňské školy. Následujícího dne byla školní docházka obnovena (obnovení školní docházky bylo zahájeno minutou ticha za oběti). Rakouská vláda vyhlásila třídenní státní smutek. Památku obětí uctilo Rakousko 3. listopadu minutou ticha i mší ve vídeňské katedrále svatého Štěpána.
Vídeňský primátor Michael Ludwig dne 23. února 2021 odhalil žulový pomník s nápisem na „Na památku obětí teroristického útoku 2. listopadu 2020“ na náměstí Desider-Friedmann-Platz.

### Administrativní opatření
V pátek 6. listopadu oznámila rakouská ministryně kultury a integrace Susanne Raabová, že Rakousko uzavře dvě místa fungující jako mešity, která pachatel dříve pravidelně navštěvoval.
Ministr vnitra Nehammer naopak nařídil policii v celém Rakousku zvýšenou ochranu kostelů, synagog a dalších náboženských zařízení. Podle jeho vyjádření se Rakousko nachází v citlivé fázi, kdy by vídeňský útok mohl povzbudit případné následovníky z řad islamistů a původně také považoval za možné, že cílem teroristického útoku byla bohoslužba pro mládež, která se v době teroristického útoku konala v kostela sv. Ruprechta. Opatření bylo veřejně kritizováno poslancem ze strany Zelených, podle kterého si ministr teroristickou hrozbu pro kostely vymyslel.
Rovněž 6. listopadu byl odvolán z funkce ředitel vídeňské sekce Úřadu pro ochranu ústavy (BVT), Erich Zwettler. Ministr vnitra Nehammer mu předtím vyčetl „zjevné a neodpustitelné chyby“ a ztrátu důvěryhodnosti.

### Ocenění za statečnost
Dva příslušníky zásahové jednotky WEGA, kteří se bezprostředně zasloužili o zneškodnění teroristy, vyznamenali spolkový kancléř Sebastian Kurz a ministr vnitra Nehammer zlatou medailí Za zásluhy o rakouskou republiku (též zvaná jako Medaile za záchranu života). Vídeňský policejní prezident Gerhard Pürstl v prosinci 2020 vyznamenal šest civilistů tzv. Medailí uznání za občanskou statečnost a pomoc člověku v nouzi. Mezi oceněnými byl například palestinský imigrant, který poskytl první pomoc zraněnému policistovi a odtáhl jej do bezpečí; muž, který mobilním telefonem zblízka natočil zásah policistů a tím významně přispěl k vyšetřování událostí; nebo majitel restaurace, který za cenu ohrožení vlastního života zabarikádoval vstup do svého podniku a tím ochránil všechny lidi uvnitř.

## Následky

### Vyšetřovací komise
V listopadu 2020 byla ustavena vyšetřovací komise pod vedením Ingeborg Zerbesové, profesorky trestního práva a kriminologie na Vídeňské univerzitě za účelem vyhodnocení možností úřadů zabránit chystanému teroristickému činu a jejich případných pochybení. Závěrečná zpráva komise, která byla zveřejněna v únoru 2021, konstatovala vícenásobné selhání státních bezpečnostních složek pověřených bojem proti terorismu a doporučila přehodnotit a vyjasnit rozdělení kompetencí a odpovědností mezi BVT a příslušnými orgány v jednotlivých spolkových zemích. Dlouho avizovaná restrukturalizace BVT má být podle komise provedena transparentně a bezodkladně. V oblasti vyhodnocování možných rizik komise upozornila na výrazné rozdíly mezi posudky, které na rizikové osoby zpracovávali pracovníci vězeňské služby, a posudky, které na stejné osoby zpracovával soukromý poskytovatel (sdružení DERAD). Kriticky se komise vyjádřila také k metodice, jakou DERAD provádí deradikalizaci svěřených osob, a která je silně zaměřená na náboženské otázky, což nemusí fungovat na každého radikála. Komise proto doporučila rozšíření metodiky a aplikování individuálního přístupu. Ministr Nehammer (ÖVP) v reakci na závěry komise přislíbil zvýšení parlamentní kontroly BVT, zefektivnění struktury toku informací a zdvojnásobení počtu zaměstnanců BVT v příštích pěti letech. Opoziční FPÖ viní z nedostatků uvedených v závěrečné zprávě ministra vnitra a vyzvala jej k rezignaci.

### Odškodnění obětí a žaloby na stát
Několik poškozených osob podalo v souvislosti se zmíněnými pochybeními žalobu na Rakouskou republiku, protože úřady svou nečinností nezbránily jejich zranění nebo smrti jejich blízkých.
Na základě rakouského zákona na odškodnění obětí trestných činů (Verbrechensopfergesetz) bylo příbuzným obětí přiznáno 2000 Euro jako odškodné a dalších 4500 Euro jako příspěvek na pohřební náklady. Tyto částky však pozůstalí a jejich právníci označili jako naprosto nedostačující ― v případě zavražděné německé studentky tato suma nepokryla ani výlohy na převoz těla zpět do Německa. Matka zavražděné 24leté studentky proto v květnu 2021 podala na rakouský stát žalobu a požadovala odškodné v celkové výši 125.000 Euro. Právní zástupce rodiny zavražděného 21letého mladíka v květnu 2022 vznesl nárok na odškodné ve výši 30.000 Euro na osobu (celkem 120.000 Euro), přičemž zástupci státu v reakci na podanou žalobu nabídli odškodné 10.000 Euro na osobu. Rakouská finanční prokuratura nároky pozůstalých neuznala.
V srpnu 2022 zajistila odškodnění čtyř pozůstalých rodin ze svého fondu pro oběti terorismu rakouská odnož organizace Weißen Ring (Bílý kruh). Pozůstalí obdrželi odškodné v celkové výši 450.000 Euro plus proplacení prokázaných nákladů na pohřeb. Kromě těchto rodin rakouský Bílý kruh v souvislosti s teroristickým útokem ve Vídni poskytl podporu a poradenství 220 osobám, z toho 68 obdrželo také finanční podporu.

### Soud se spoluviníky
V souvislosti s teroristickým činem ve Vídni bylo nakonec v únoru 2023 odsouzeno šest mužů ve věku 22 až 32 let, z prostředí imigrantů, kteří byli v aktivním kontaktu s pachatelem na extrémistických diskusních fórech. Čtyři muži byli obžalováni ze spoluúčasti na vraždě, z toho dva byli odsouzeni na doživotí, třetí k trestu vězení v délce 20 let a čtvrtý na 19 let vězení. Zbývající dva muže Zemský soud ve Vídni osvobodil z účasti na vraždě pro nedostatek důkazů, avšak shledal je vinnými ze šíření islamistické teroristické propagandy a odsoudil k podmíněnému trestu vězení v délce 2 roky. Jeden z těchto mužů přitom odvezl pachatele do Bratislavy, kde se spolu neúspěšně pokusili nakoupit střelivo, avšak hájil se tím, že nevěděl, co pachatel plánuje a od pachatele i terorismu se před soudem distancoval.